# 오노미촌
오노미촌(일본어: 大野見村)은 일본 고치현 다카오카군의 옛 촌이다. 
2006년 1월 1일 인접한 나카토사정과 대등 합병해 현재는 나카토사정 오노미 지구에 해당한다.

## 지리
고치현 중서부 산간부의 마을.마을 대부분이 산림이었다.

## 역사
- 1889년 4월 1일 - 정촌제 시행에 의해 13개 촌의 중심으로 구역을 확장해 오노미촌이 성립하였다.
- 2006년 1월 1일 나가토사정과 합병해, 새로운 나카토사정이 성립하였다. 동일 오노미촌은 폐지되었다.

## 참고 문헌
- 角川日本地名大辞典編纂委員会,『角川日本地名大辞典 39 高知県』1983, 角川書店